# 마이크 해링턴
마이크 해링턴(영어: Mike Harrington)은 컴퓨터 게임 개발사 밸브 코퍼레이션의 공동 창업자이다.
해링턴은 1996년에 게이브 뉴얼과 함께 밸브 코퍼레이션을 공동으로 설립하였다. 설립 후 해링턴과 뉴얼은 은밀히 하프라이프를 개발하였다. 이후 발매된 하프라이프는 게임 산업계의 혁신을 가져다 주었고, 50개 이상의 게임 오브 더 이어(GOTY Award)를 수상하였다.
2000년 1월 15일, 해링턴은 하프라이프가 성공을 거두자 게이브 뉴얼과의 동업 관계를 끝내고 밸브 코퍼레이션에서 퇴사한 후 아내 모니카와 함께 긴 휴가를 보냈다.
해링턴은 2006년에 다시 게임 산업계로 돌아왔다. 그리고 현재에는 캐트닙 랩스(영어: Catnip Labs)라고 불리는 새로운 소프트웨어 회사를 마세나와 함께 공동 설립하였다.